# 哈斯莱本
哈斯莱本是德国图林根州的一个市镇。总面积14.34平方公里，总人口1005人，其中男性495人，女性510人（2011年12月31日），人口密度70人/平方公里。